# Joseph Borkin
Joseph Borkin (geboren 12. November 1911 in New York City; gestorben 5. Juli 1979 in Chevy Chase (Maryland)) war ein US-amerikanischer Wirtschaftsanwalt und Buchautor.

## Leben
Joseph Borkin studierte Ökonomie an der New York University (B.A. und M.A.) und darauf aufbauend Jura an der National University School of Law in Washington, D.C. Er arbeitete zeitlebens als Jurist mit Wirtschaftskenntnissen. Er publizierte dazu einige, zum Teil einflussreiche Schriften, aber auch über fachfremde belletristische Themen, über Sigmund Freud oder über die Indonesische Sprache. Ein Buch über die Wirksamkeit von Antitrust-Gerichtsverfahren und eines über die Rolle der Juristen im Watergate-Skandal blieben unvollendet.
Borkin war verheiratet mit Pauline Borkin, sie hatten zwei Kinder.

## Beruflicher Werdegang
Borkin arbeitete zunächst für den US-Kongress und für einen Untersuchungsausschuss des US-Senats über Korruptionsvorwürfe gegen die Munitionsindustrie. 1938 trat er in den Dienst des Justizministeriums der Vereinigten Staaten als Assistent des Generalstaatsanwalts Thurman Arnold. Anfang 1943 veröffentlichte er zusammen mit Charles Welsh ein Pamphlet gegen deutsche und internationale Kartelle: Germanys Master Plan : The Story of Industrial Offensive. Dieses Buch kombinierte die in der amerikanischen Mittelschicht verbreitete Aversion gegen Big Business mit einer patriotischen Perspektive. Das Werk wurde mit mehreren unveränderten Auflagen bis 1946 zum Bestseller, und es wurden sogar Filmrechte verkauft.
Borkin und sein Co-Autor Charles Welsh lieferten damit – vor den Werken von Corwin D. Edwards und Wendell Berge von 1944 – das erste US-amerikanische Hauptpamphlet gegen internationale Kartelle. Dies war eine Position der Roosevelt-Progressivisten, die zwischen 1943 und 1946 dominierte. Sie wurde von konservativer und marxistischer Seite als unrealistisch bzw. imperialistisch zurückgewiesen. Die 'graue Eminenz' hinter der Kampagne scheint Thurman Arnold gewesen zu sein, der von Franklin D. Roosevelt aus seinem Amt als oberster Wettbewerbshüter (der Antitrust Division) entfernt worden war.
Borkin blieb bis 1946 Chefökonom in der Antitrustbehörde und arbeitete unter anderem über den deutschen IG-Farben-Konzern und dessen internationalen Kartell-Verflechtungen.
Seit 1946 arbeitete Borkin als freiberuflicher Anwalt und ökonomischer Berater und war mit der Kanzlei Lawler, Kent & Eisenberg verbunden. Er nahm einen Lehrauftrag über Wirtschaftsethik an der Catholic University of America wahr. Seine beruflich gesammelten Erkenntnisse über die Geschichte der I.G. Farben veröffentlichte er 1978 mit The Crime and Punishment of I.G. Farben; dieses stark dramatisierende Buch wurde ebenfalls zum Bestseller und 1979 ins Deutsche übersetzt.
Borkin war Mitglied verschiedener Berufsverbände von Anwälten und auch Mitglied der American Economic Association und des National Press Club.

## Schriften (Auswahl)
- mit Frank C. Waldrop: Television: a struggle for power. Einführung George Henry Payne. New York, W. Morrow and Co., 1938
- mit Charles Welsh: Germanys Master Plan : The Story of Industrial Offensive. Einleitung Thurman Arnold. New York: Duell, Sloan, and Pearce, 1943
- Robert R. Young, the populist of Wall Street. New York, Harper & Row, 1954
- The corrupt judge : an inquiry into bribery and other high crimes and misdemeanors in the federal courts. New York: Clarkson N. Potter, 1962
- The Crime and Punishment of I.G. Farben. New York : Free Press, 1978
- Die unheilige Allianz der IG Farben. Eine Interessengemeinschaft im Dritten Reich. Übersetzung Bernhard Schulte. Frankfurt am Main: Campus, 1979

## Nachrufe
- Richard Pearson: Joseph Borkin, Antitrust Lawyer, Author Dies, Washington Post, 6. Juli 1979
- Joseph Borkin, 67; Author of an Analysis Of I. G. Farben Cartel, NYT, 6. Juli 1979